# Papuanella redaga
Papuanella redaga är en insektsart som beskrevs av Medler 2000. Papuanella redaga ingår i släktet Papuanella och familjen Flatidae. Inga underarter finns listade i Catalogue of Life.